# Taça Continental de Hóquei em Patins de 2011
A Taça Continental de Hóquei em Patins de 2011 foi a 31º edição da Taça Continental de Hóquei em Patins organizada pela CERH, disputada entre os vencedores da Liga Europeia de Hóquei em Patins 2011/12, HC Liceo Coruña e da Taça CERS 2011/12, SL Benfica. Em Outubro, o CERH havia comunicado aos dois clubes que o jogo seria a 5 de Novembro em Viana do Castelo, tendo em conta que existindo uma candidatura à organização não se colocava a hipótese de a competição ser disputada a duas mãos.
O Comité Executivo do CERH homologou, em reunião realizada na segunda-feira em Nantes, a vitória do Benfica na Taça Continental, por 10-0, devido à falta de comparência da equipa espanhola do Liceo da Corunha, tendo sido posteriormente sancionado com uma multa de quatro mil euros e a proibição de participar em torneios europeus entre 1 de setembro de 2012 e 31 de agosto de 2013.
Em causa está a não comparência da equipa galega no jogo que atribuiu a Taça Continental, a 5 de Novembro, em Viana de Castelo, e que deveria opor o campeão europeu (Liceo da Corunha) ao vencedor da Taça CERS (Benfica).
A formação espanhola, que dista cerca de 170 quilómetros de Viana do Castelo, pretendia disputar a final a duas “mãos” e questionou o facto de a competição não ter sido marcada para um campo neutro e de não haver outra data.

## Final
| 5 de Novembro de 2012 | SL Benfica | 10-0 | HC Liceo Coruña | Viana do Castelo |
| 20:30 (GMT+1)         |            |      |                 |                  |

| Taça Continental 2011 Vencedor |
| SL Benfica 1º Título           |